# Karol Śliwka
Pour les articles homonymes, voir Śliwka.
Karol Śliwka (né le 16 octobre 1932 à Harbutowice et mort le 10 septembre 2018 à Cieszyn), est un artiste et graphiste polonais.

## Biographie
Il est diplômé de Wieczorowa Szkoła Malarstwa, Rzeźby i Grafiki à Bielsko-Biała. Jusqu'en 1953, il a fréquenté l'Państwowe Liceum Technik Plastycznych (aujourd'hui Zespół Szkół Plastycznych) à Bielsko-Biała, où Józef Klimek était le professeur en 1950-1956. Il y obtient une spécialisation de technicien en maçonnerie et sculpture. Il est diplômé de l'Académie des beaux-arts de Varsovie en 1959 (il a obtenu son diplôme dans l'atelier du professeur Eugeniusz Eibisch).
Karol Śliwka fait ses débuts en 1957 en remportant un concours pour concevoir les emballages de cigarettes de la marque Syrena,. Il crée notamment les logos de PKO Bank Polski, Wydawnictwa Szkolne i Pedagogiczne, Dom Towarowy Smyk et de Instytut Matki i Dziecka. Dans les années 1967-1972, il était conseiller au Zakład Projektowania Opakowania Spółdzielnia "Znak". En tant qu'expert en graphisme, il a siégé à de nombreux comités au cours des années 1970 et 1980, notamment le Komisja Etyki Opakowań przy Ministerstwie Przemysłu Lekkiego, le Związek Polskich Artystów Plastyków (ZPAP), Ministère de la Culture et du Patrimoine national et de une entreprise d'État "Pracownie Sztuk Plastycznych".
Il réside pendant la majeure partie de sa vie à Varsovie mais quitte la ville pour retourner à Śląsk Cieszyński durant les dernières années de sa vie. 
Il est décédé à l'âge de 85 ans à Cieszyn, et est enterré au cimetière évangélique de Skoczów, dans la rue Cieszyńska.

## Œuvres de l'artiste

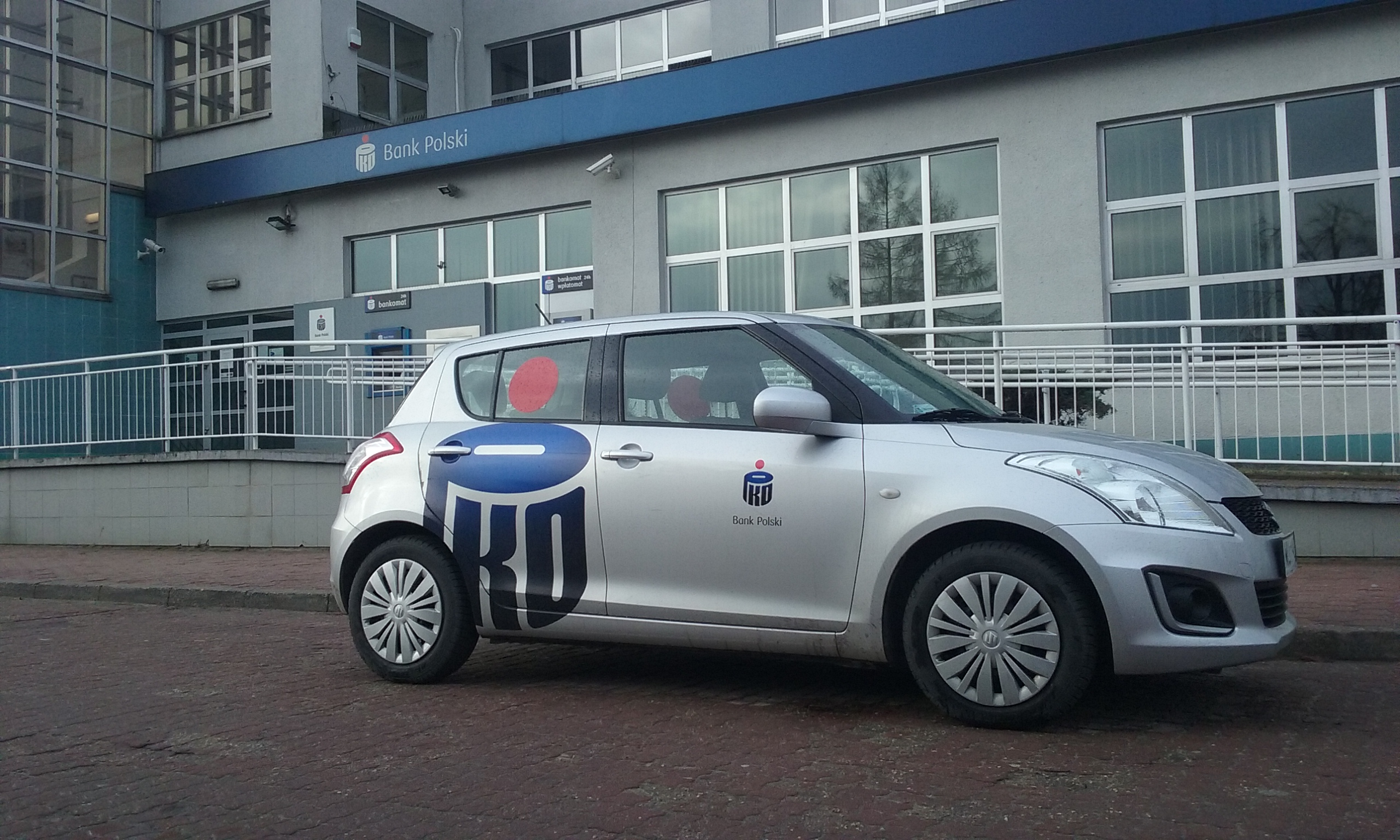
La voiture de la banque PKO Bank Polski debout devant son siège, avec le logo de la banque conçu par l'artiste en 1968.

### Logos
- Usine de Cosmétiques "Pollena-URODA" (1967),
- Siège du Commerce extérieur "Petrolimpex" (1967),
- Fabrique de Chaussures "Kobra" (1967),
- Towarzystwo Przyjaciół Warszawy (Limba) (1968),
- PKO Bank Polski (tirelire, communément appelée Śliwka par les employés de la banque, du nom de l'auteur) (vers 1968),
- 1. Ogólnopolska Wystawa Znaków Graficznych (1969),
- Direction Générale des Routes Nationales et des Autoroutes,
- Wydawnictwa Szkolne i Pedagogiczne (1975),
- parfum "Wars" (1975),
- Ministère de la Communication (1975),
- Instytut Matki i Dziecka (1980),
- Wydawnictwa Naukowo-Techniczne (1984),
- Festiwal Piosenki Radzieckiej en Zielona Góra,
- Chroń Lasy przed Pożarem,
- maison de disques "Polton" (1988),
- Triennale Plastyczne en Częstochowa (1990),
- Bibliothèque nationale en Varsovie (1990),
- entreprise "Adamed" (1990),
- Polski Związek Zwykłych Kobiet (1991),
- Dom Towarowy Smyk w Warszawie,
- Fondation Pour la Coopération Polono-Allemande (1992),
- Institut Curie de Varsovie (2001)[3],[6]

### Emballage
- emballages de cigarettes Giewont, Syrena et Morskie (1957),
- emballage de lessive en poudre "Bis" (1972),
- emballages de chocolat E. Wedel (par exemple Saska, Belwederska et Zamkowa) (vers 1975),
- étiquette de rhum "Seniorita",
- emballages cosmétiques Wars et Sexy (vers 1975)[3]

## Commémoration
La figure de l'artiste est montrée dans le film Twentieth Century Design - Karol Śliwka, qui fait partie de la franchise documentaire Twentieth Century créée en 2010, qui présente des Polonais du monde de l'art du 20e siècle. Les timbres de l'artiste sont souvent publiés dans les collections polonaises et étrangères des meilleurs signes du 20e siècle, incl. dans le livre Adrian Frutiger Człowiek i jego znaki, tandis que la prestigieuse publication internationale Logo Modernism en 2015 l'a reconnu comme l'un des créateurs les plus remarquables de signes modernes. Il s'agissait de la plus grande exposition des œuvres de l'artiste, présentant des signes graphiques, des couvertures, des timbres-poste, des affiches et des emballages conçus par Śliwka. En 2018, le Muzeum Miasta Gdyni a organisé la première exposition monographique Śliwka. Polskie Projekty Polscy Projektanci, organisée par Agata Abramowicz, Agnieszka Drączkowska et Patryk Hardziej, et a initié la création d'une peinture murale avec les signes de l'artiste au centre de Gdynia. Hardziej a également lancé une exposition d'illustrations Jak Śliwka w kompot. Polscy ilustratorzy Karolowi Śliwce. Toujours en 2018, un album avec les œuvres les plus importantes de l'artiste est sorti, intitulé Karol Śliwka.